# Klasa grafów
Klasa grafów – klasa zawierająca wszystkie grafy spełniające jakieś warunki. Np. Klasa grafów pełnych zawiera wszystkie grafy w których istnieje krawędź pomiędzy dowolnymi dwoma wierzchołkami. 
W teorii grafów wyróżnia się wiele klas grafów. Jednym z powodów jest to, że pewne problemy teorii grafów, których nie potrafimy efektywnie rozwiązać dla wszystkich grafów, są łatwo rozwiązywalne dla pewnych klas grafów.

## Klasy grafów
- grafy doskonałe
- grafy pełne
- grafy planarne
- grafy proste
- grafy spójne
- grafy niespójne
- grafy dwudzielne
- grafy acykliczne, drzewa
- grafy regularne
- grafy hamiltonowskie
- grafy hipohamiltonowskie
- grafy eulerowskie
- grafy krawędziowe
- grafy platońskie
- kografy
- sieci bezskalowe
- turnieje
- żmirłacze